# Schistochlamys melanopis
Schistochlamys melanopis là một loài chim trong họ Thraupidae.